# Abbey Road Studios

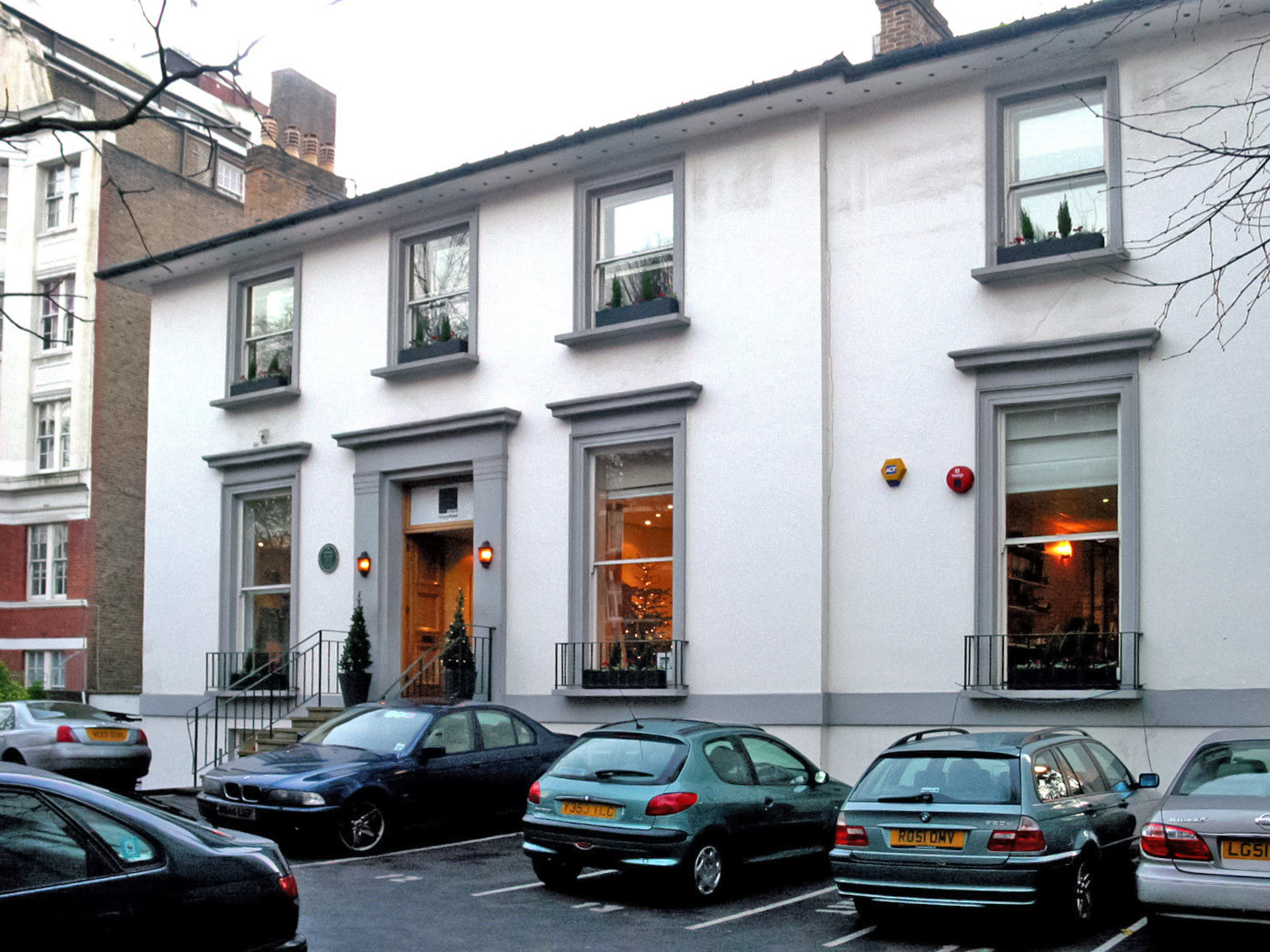
Prédio dos estúdios Abbey Road em 2005.

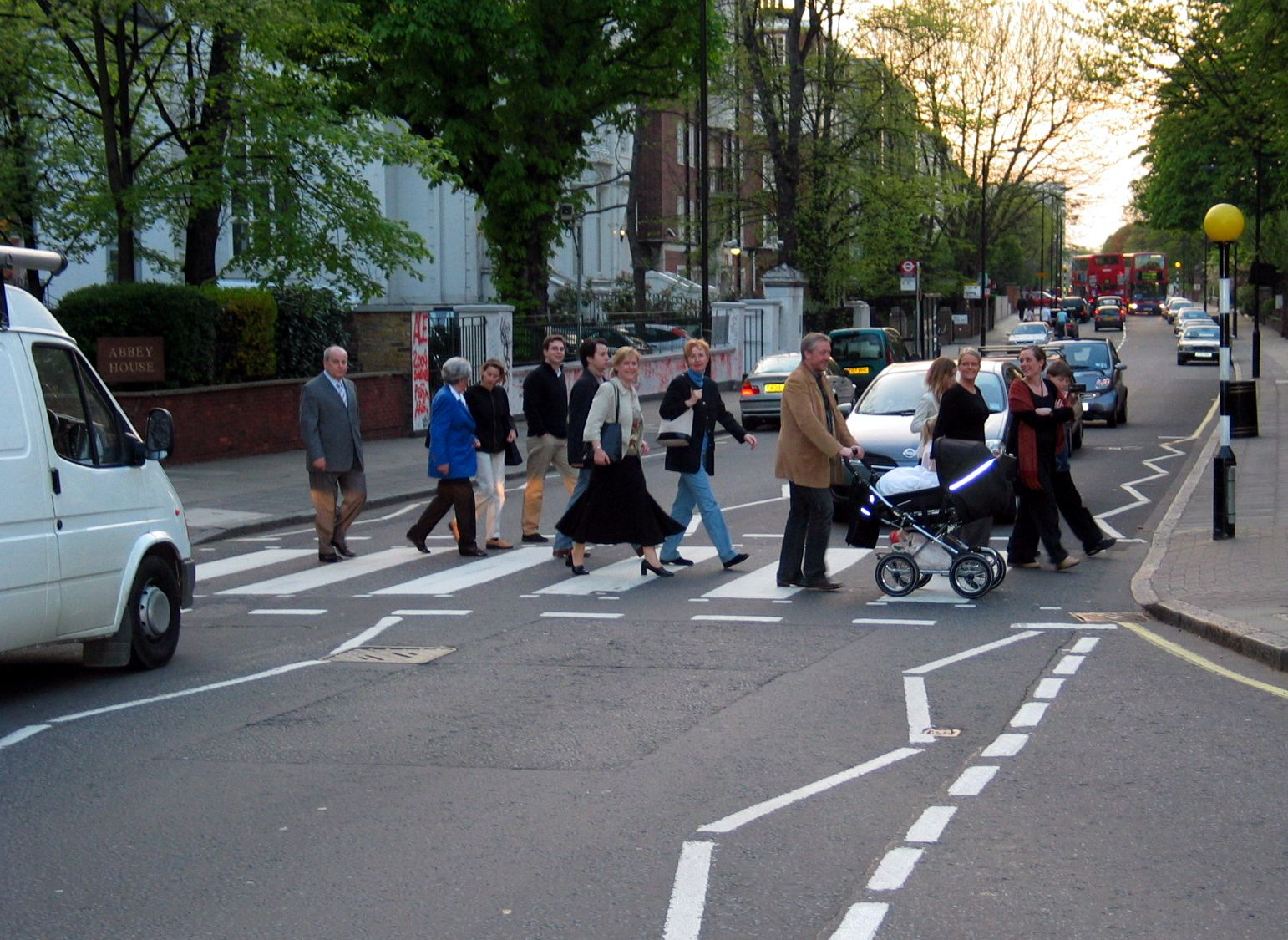
Abbey Road recentemente. O prédio dos estúdios fica à esquerda, próximo ao primeiro carro estacionado.

Abbey Road Studios (anteriormente conhecido como EMI Studios) é um estúdio de gravação em Londres, localizado na Abbey Road (o nome da rua). Fundado em novembro de 1931 pela The Gramophone Company Limited, (que depois se tornou EMI), é o estúdio mais famoso do mundo por ter sido utilizado pelos The Beatles para a gravação ao vivo da canção All You Need Is Love, no que foi a primeira transmissão mundial ao vivo via-satélite, em 25 de junho de 1967.
Neste estúdio foram gravados discos famosos de bandas conceituadas, como os próprios The Beatles, Kylie Minogue, Pink Floyd, Duran Duran, Radiohead e Oasis. O cantor Tony Bennett gravou o single "Body and Soul" com a cantora Amy Winehouse, e também, a cantora Adele gravou o single tema de James Bond, Skyfall. Sua fama mundial se firmou com a capa do disco dos Beatles, Abbey Road, que mostra os quatro integrantes do grupo atravessando a propriamente dita rua, na faixa de pedestre, em frente ao estúdio.
Em 2010, os estúdios Abbey Road e sua icônica faixa de pedestres vira patrimônio inglês, preservando o prédio de qualquer grande mudança. 'É a cereja do bolo de um grande ano', disse o ex-Beatle Paul McCartney.